# 相馬黒光

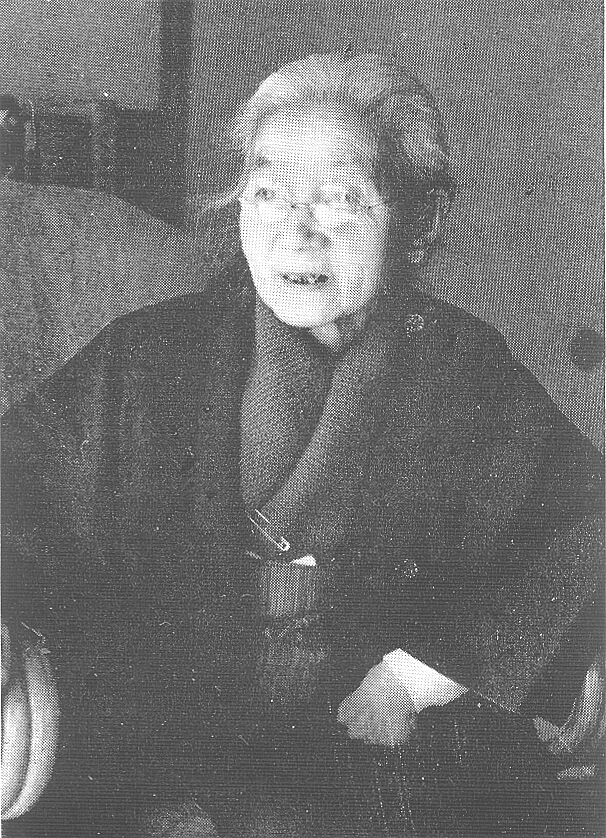

相馬 黒光（そうま こっこう、1876年（明治9年）9月12日 - 1955年（昭和30年）3月2日）は、夫の相馬愛蔵とともに新宿中村屋を起こした実業家、社会事業家である。旧姓は星、本名は良（りょう）。

## 来歴
旧仙台藩士・星喜四郎、巳之治（みのじ）の三女として仙台に生まれた。星家の婿養子だった父は仕事のため別居していた。8歳のときに一家の柱であった漢学者の祖父が死去、十代前半には姉の発狂、父親の癌発病、弟の病気による右足切断が立て続けて一家を襲い、笑わない子となる。少女期より横浜バンド出身である押川方義の教会「仙台日本基督教会」へ通い、14歳で洗礼を受けた。
小学校初等科卒業後、裁縫学校に進むが、進学を強く希望し、1891年に、学費の安かったミッションスクール宮城女学校(現・宮城学院中学校・高等学校)に入学が叶った。しかし、アメリカ式教育の押しつけに反発する生徒たちによる宮城女学校ストライキ事件に連座して翌年自主退学し、1892年に横浜のフェリス英和女学校（現・フェリス女学院中学校・高等学校）に転校した。しかし、明治女学校の講師で文士の星野天知と知り合ったことをきっかけに文学に傾倒し、ミッションスタイルのフェリスに飽き足らなさを感じて退学し、1895年に、星野をはじめ北村透谷、島崎藤村らが講師を務める憧れの明治女学校に転校。1897年に同校を卒業した。明治女学校在学中に島崎藤村の授業を受け、また従妹の佐々城信子を通じて国木田独歩とも交わり、文学への視野を広げた。「黒光」の号は、恩師の明治女学校教頭から与えられたペンネームで、良の性格の激しさから「溢れる才気を少し黒で隠しなさい」という意味でつけられたものと言われている。
卒業後まもない1898年長野県でキリスト信者の養蚕事業家として活躍していた相馬愛蔵と結婚し、愛蔵の郷里安曇野に住んだ。しかし、黒光は養蚕や農業に従ったが健康を害し、また村の気風に合わなかったこともあり、療養のため上京し、そのまま東京に住み着くことになった。

## 中村屋創業後
勤め人を嫌った愛蔵の意向で1901年に、本郷にあった小さなパン屋「中村屋」を従業員ごと買い取り、開業。1904年にはクリームパンを発明した。1907年には新宿に移転、1909年には新宿駅近くで開店した。
夫とともに、中華饅頭、月餅、インド式カリー等新製品の考案、喫茶部の新設など本業に勤しむ一方で、絵画、文学等のサロンをつくり、荻原碌山、中村彝、高村光太郎、戸張弧雁、木下尚江、松井須磨子、会津八一らに交流の場を提供し、「中村屋サロン」と呼ばれた。また、岡田式静座法を信奉し、10年間一日も欠かさず静坐会に出席した。
黒光は、愛蔵の安曇野の友人である荻原碌山の支援者となり、碌山の作品『女』像は黒光をモデルとしたものだと言われている。また、亡命したインド独立運動の志士ラース・ビハーリー・ボースらをかくまい、保護した。1918年に長女 俊子がボースと結婚した。そのほか、ロシアの亡命詩人ワシーリー・エロシェンコを自宅に住まわせ面倒をみ、ロシア語を学んだりした。夫が死去した翌年の1955年、78歳で死去した。墓所は多磨霊園（8-1-5-3）。
子供の友人に朝日新聞社で編集局長・専務を務めた信夫韓一郎がいた。青春時代の若かりし頃、実父と折り合いが悪く家出同然の生活を送っていた信夫にとって、黒光はよき理解者であり話相手であった。信夫は超が付く程の冠婚葬祭嫌いとして知られる人物であったが、黒光の病気が悪くなると、「黒光さんの葬式だけは逃げられない」と言って礼服を作り、周囲を大いに驚かせたという。

## 家族
- 母方祖父：星雄記（1884年没） - 漢学者で、松前町奉行、仙台藩評定奉行の要職についたこともる[2]。
- 父：喜四郎（1891年没） - 仙台藩士であった多田家から星家に婿入りした[4]。最初、巳之治の姉・亀代の婿として星家に入ったが、産後すぐ亀代が死去したため、妹の民之治と再婚した[2]。廃藩置県後は宮城県庁吏員や盛岡の会社員として家から離れて働いていたが、肺癌を患い、1890年に家に戻り翌年没した[2]。
- 母：巳之治 - 星雄記の三女で、次妹に佐々城豊寿。
- 姉：蓮子（1901年没） - 桜井女学校の寄宿舎で婦人矯風会会長矢島楫子に仕え、楫子の長男・林治定（日本郵船社員）の婚約者となったが、挙式半月前に突然婚約が破棄されて1887年に帰仙、鬱状態を経て発狂、一家に暗い影を落とした[2][5]。破談の原因は、蓮子の叔母である佐々城豊寿と楫子の仲違いにあると言われている[6]。
- 兄：圭三郎 - 父の没後、黒光の学費を支えた。
- 弟：文四郎（1892年没） - 1890年に急性骨髄炎となり右足を切断した[2]。
- 夫：相馬愛蔵
  - 長女：俊子 - ラース・ビハーリー・ボースと結婚、正秀、哲子の2児をもうけたのち26歳で病死。
  - 長男：安雄 - 新宿中村屋2代目社長
  - 次女：千香子
  - 三女：睦
  - 次男：襄二 - 1910年に病死。荻原碌山作の『母と病める子』のモデル
  - 三男：雄三郎
  - 四男：文雄 - 17歳でブラジルへ渡り2年後マラリアで死亡
  - 五男：虎雄
  - 四女：哲子
  - 養女：浦子 - いとこの佐々城信子と国木田独歩との子。
- いとこ：多田駿 - 父方のいとこであり[7]、多田が黒光を「伯母」と呼ぶ仲であった[4]。
- 父方伯母・兼の孫：佐藤をとみ[8]。
- 玄孫：相馬勇紀　- サッカー日本代表。

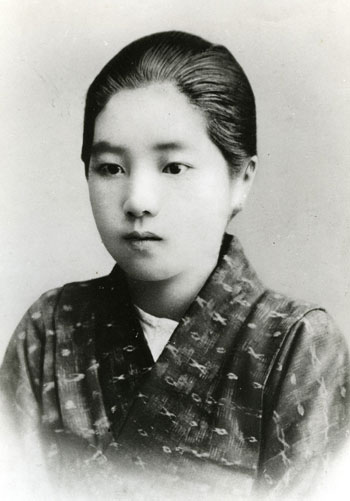
明治23年頃(1890)の黒光
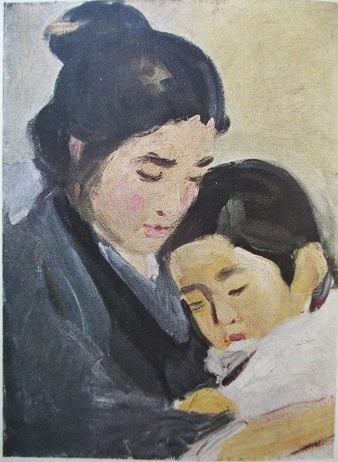
荻原碌山作「母と病める子」明治43年(1910年)3月制作。モデルは黒光と次男の襄二で、襄二が没する前日に描かれた。
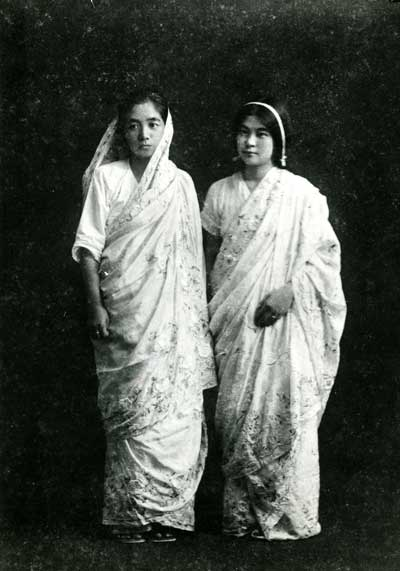
黒光（左）と娘の俊子、サリーの装い、大正10年(1921)頃

## 著書
- 『黙移　相馬黒光自伝』、新版・法政大学出版局、平凡社ライブラリーほか
- 『滴水録』 - 回想記
- 『穂高高原』 - 随筆
- 『広瀬川の畔』- 仙台時代の回想記
- 『明治初期の三女性　中島湘煙・若松賎子・清水紫琴』、新版・不二出版
- 『相馬愛蔵・黒光著作集』全5巻　復刻・郷土出版社, 新版1996

## 参考図書
- 岩井秀一郎『多田駿伝　―「日中和平」を模索し続けた陸軍大将の無念』（Amazon Kindle）小学館、2017年。
- 臼井吉見『安曇野』（全5巻、筑摩書房）
- 山本藤枝『アンビシャス・ガール　相馬黒光』集英社, 1983
- 島本久恵『俚譜薔薇来歌　小説 相馬黒光』筑摩書房, 1983
- 宇佐美承『新宿中村屋 相馬黒光』集英社, 1997
- 相沢源七『相馬黒光と中村屋サロン』宝文堂, 1982、新版1990